# Герман Толл

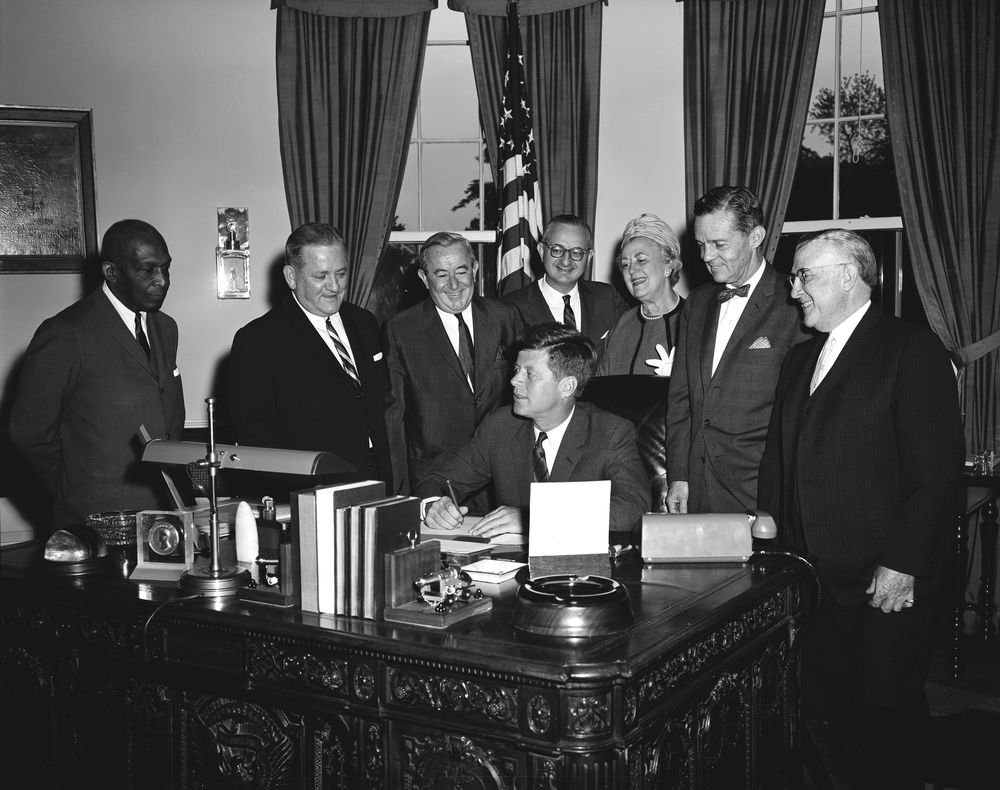
Представник Герман Толл (D-Pa), який стоїть у центрі з іншими конгресменами Пенсільванії, на зустрічі з президентом Джоном Ф. Кеннеді, 18 травня 1961 року

Герман Толл (англ. Herman Toll; 15 березня 1907, Богуслав, Канівський повіт, Київська губернія, Російська імперія — 26 липня 1967, Філадельфія, Пенсільванія, США) — представник штату Пенсільванія у Палаті представників США (1959—1967), член Демократичної партії США. Він підтримував рух за громадянські права і був автором законопроєктів про створення кількох федеральних агентств, у тому числі Міністерства містобудування та житлового будівництва США.

## Життя і кар'єра
Народився в Богуславі, Російська імперія (нині Україна), Толл емігрував із сім'єю до Сполучених Штатів близько 1910 року. Він закінчив юридичний факультет Університету Темпл у Філадельфії, штат Пенсільванія, без диплома про вищу освіту (на той час це не було вимогою). Розпочав займатися юридичною практикою в 1930 році. Він був членом Тюремного товариства Пенсільванії, Філадельфійської житлової асоціації, Бнай Бріт та ради директорів Асоціації заощаджень та позик Crusader. У 1950 році його було обрано до Палати представників штату Пенсільванія, де він обіймав посаду віце-голови Комітету з юридичних питань і допоміг забезпечити прийняття першого в штаті закону про справедливу практику працевлаштування. Переобирався на цю посаду в 1952, 1954 і 1956 роках.

## Представництво у Конгресі США
Представник Толл був обраний у 1958 році як демократ до Конгресу Сполучених Штатів, ставши першим представником єврейського походження у шостому окрузі Конгресу штату Пенсильванія. Його переобирали тричі — останні два рази, щоб представляти четвертий округ у Конгресі — і працював на цій посаді незадовго до своєї смерті в 1967 році. Під час свого першого терміну він був призначений членом юридичного комітету Палати представників, а також його підкомітету з імміграції та громадянства. Наприкінці свого третього терміну у конгресмена Толла діагностували бічний аміотрофічний склероз, більш відомий як хвороба Лу Геріга. Не маючи можливості вести активну передвиборчу кампанію, він, проте, легко виграв четвертий термін. через хворобу він виконував свої обов'язки заочно, не з'являючись у Палаті представників. Він не був кандидатом на переобрання в 1966 році та помер наступного року у віці 60 років.
Прихильник громадянських прав під час свого перебування в Конгресі, конгресмен Толл обмінявся щонайменше одним листом з доктором Мартіном Лютером Кінгом-молодшим. У відповіді конгресмена Толла від 19 лютого 1964 року він обіцяє, що «продовжуватиме працювати над прийняттям якомога сильнішого законодавства про громадянські права в найкоротші терміни».
Сучасники описували Толла як розумну, працьовиту, пристрасну до політики людину яка вміє чітко висловлюватись, хоча його особистість не була від природи товариською. У короткій біографії Мілтона Фрідмана в The Canadian Jewish Chronicle, яка з'явилася в 1959 році невдовзі після того, як він здобув місце в Конгресі, говорилося, що він мав «швидкий, талмудичний розум свого діда, вченого рабина». В інтерв'ю 1997 року його син Гілберт згадував, що його батько «рідко бував вдома… Навіть коли він був вдома, він іноді проводив там зустрічі. Мені здається, він одного разу взяв нас з братом на риболовлю і на бейсбольний матч. Політика була його життям». Для конгресмена Толла не було рідкістю проводити зустрічі під час подорожі потягом між Філадельфією та Вашингтоном.

## Законотворчість
Під час свого перебування в Конгресі США конгресмен Толл виступив співавтором законопроєкту про створення наступних федеральних агентств:
- Федеральна служба відпочинку (англ. Federal Recreation Services);
- Корпус збереження молоді (англ. Youth Conservation Corps);
- Управління містобудування та ЖКГ (англ. Department of Urban Affairs and Housing);
- Агентство США з роззброєння заради миру у всьому світі (англ. US disarmament agency for world peace).

## Сім'я
Герман Толл був сином штукатура Мечеля (Максима) і Ріфки (Ребекки). Більшу частину свого життя він був членом Temple Judea у Філадельфії. Після смерті Германа Толла залишилася його дружина, колишня Роза Орнштейн (пом. 1997), яка працювала в Законодавчих зборах штату Пенсильванія з 1970 по 1974 рік. У них було двоє синів, Шелдон і Гілберт, які обидва стали адвокатами. У нього також залишився брат Альберт Толл, чиї двоє синів Роберт (Боб) і Брюс пішли слідом за своїм батьком у бізнес нерухомості під назвою Toll Brothers.